# Kocijančič
Kocijančič je priimek več ljudi v Sloveniji, ki ga je po podatkih Statističnega urada Republike Slovenije na dan 31. decembra 2007 uporabljalo 212 oseb.

## Uporaba
Prvi zapisi priimka (v različnih zapisih) se pojavijo v 17. stoletju in sicer: Cociancig (1610), Cotiancih (1624), Cozianziz (1627), Cozianzig (1632), Cociancig (1635),....

## Znani nosilci priimka
- Andrej Kocijančič (1832—1908), veleposestnik in politik
- Andreja Kocijančič (1942—2021), zdravnica internistka/endokrinologinja, prof. MF, rektorica Univerze v Ljubljani
- Boris Kocijančič (1909—1968), pravnik, politik, športni delavec
- Borut Kocijančič (1943—2025), zdravnik gastroenterolog
- Franc Kocijančič (?—1974), podjetnik, tovarnar na Viru
- Gizella Kaszás Kocijančič (*1957), psihoterapevtka
- Gorazd Kocijančič (*1964), filozof, grecist, prevajalec, pesnik
- Gregor Kocijančič (*1992), glasbeni producent, pevec; glasbeni novinar, kritik
- Igor Kocijančič, slovenski politik v Italiji
- Igor Kocijančič, zdravnik radiolog
- Ivan (Janez) Kocijančič - Abuna Hanna (1826—1853), misijonar v Sudanu
- Ivan Kocijančič (1878—1971), politični in družbeni delavec
- Janez Kocijančič (1941—2020), politik, pravnik, gospodarstvenik in športni delavec
- Josip Kocijančič (1849—1878), skladatelj in zborovodja
- Katarina Kocijančič (r. Žumer), bibliotekarka Gledališkega muzeja
- Krista Kocijančič (1916—2011), zdravnica pediatrinja, alergologinja
- Mario Kocijančič (1928—2010), zdravnik, zgodovinar medicine
- Marta Kocijančič Pintar (1935—2020), dr. med.?
- Matic Kocijančič (*1989), filozof, literarni teoretik
- Milena Kocijančič (1948—1996), zdravnica dermatovenerologinja, prof. MF
- Nike Kocijančič-Pokorn (*1967), anglistka, prevodoslovka, univ. prof.
- Slavko Kocijančič (*1960), fizik, elektrotehnik
- Viktor Kocijančič (1901—1944), zdravnik (partizanski), protialkoholik

Kocijančić
- Baltazar Mirko Kocijančić (1739—1806), hrvaški prevajalec